# Barum (Landkreis Uelzen)
 For alternative betydninger, se Barum. (Se også artikler, som begynder med Barum)
Barum kommune i Samtgemeinde Bevensen-Ebstorf i den nordlige del af Landkreis Uelzen i den nordøstlige del af tyske delstat Niedersachsen, og en del af Metropolregion Hamburg. Kommunen har et areal på godt 22 km², og en befolkning på godt 800 mennesker.

## Geografi
Barum ligger omkring 3 km sydvest for Bad Bevensen. Landkreisens administrationsby Uelzen er nabokommune og grænser mod syd til kommunens område. Gennem byen Barum løber bækken Barumer Mühlbach.

### Inddeling
Kommunen består, ud ove Barum, af landsbyen Tätendorf-Eppensen der frem til 1972 var en selvstgændig kommunen, og godset Hoystorf. i den norøstlige del af kommunen ligger en del af det 254 ha store naturschutzgebiet Der Lohn (de)
en del ligger i Bad Bevensen .